# Fenossido di sodio
Il fenossido di sodio, o fenolato di sodio, è un arilossido di formula Ph-O−Na+. Il composto è molto solubile in acqua, tanto da avere carattere igroscopico e di deliquescenza, e risulta solubile anche in etanolo ed acetone. Soluzioni acquose di fenossido di sodio a basse concentrazioni trovano impiego come antisettici per uso topico.

## Sintesi
Le reazioni tipiche per la produzione di fenossido di sodio prevedono il trattamento del fenolo con sodio metallico o idruro di sodio:
2Ph-OH + 2Na0 → 2Ph-O−Na+ + H2↑
Ph-OH + HNa → Ph-O−Na+ + H2↑
Il fenolo, a differenza degli alcoli alifatici, presenta un carattere debolmente acido anziché anfotero, pertanto è anche in grado di reagire con NaOH in ambiente acquoso instaurando un equilibrio che prevede la formazione di fenossido di sodio:
Ph-OH + NaOH ⇄ Ph-O−Na+ + H2O

## Reattività
Essendo la base coniugata del fenolo, il fenossido di sodio in acqua ha carattere fortemente basico, tanto da risultare corrosivo per alcuni metalli.
Ph-O−Na+ + H2O ⇄ Ph-OH + NaOH
Il composto risulta particolarmente reattivo per via delle proprietà di risonanza dello ione fenossido: 
La reazione d'eccellenza è quindi l'addizione nucleofila sulle posizioni orto e para dell'anello aromatico.